# Ramphastos
Genul Ramphastos, cunoscut și sub numele de tucani, este un gen de păsări tropicale viu colorate, care se găsesc în America Centrală și de Sud, din sudul Mexicului până la conul sudic al continentului sud-american. Tucanii sunt caracterizați de obicei prin ciocurile lor mari și colorate, care sunt utilizate pentru o varietate de funcții, cum ar fi termoreglarea, hrănirea și semnalizarea socială.

## Distribuție și habitat
Tucanii sunt răspândiți în America Centrală și de Sud, din sudul Mexicului până în nordul Argentinei. Ei locuiesc într-o varietate de ecosisteme, inclusiv păduri tropicale și savane. Tucanii sunt deosebit de abundenți în bazinul Amazonului, unde joacă un rol ecologic important ca dispersori de semințe și prădători.

## Taxonomie
Genul Ramphastos a fost introdus în 1758 de naturalistul suedez Carl Linnaeus în cea de-a zecea ediție a lucrării sale Systema Naturae. Numele provine din greaca veche ῥαμφηστης/rhamphēstēs care înseamnă „bot” (de la ῥαμφη/rhampē care înseamnă „cioc”). Specia tip a fost ulterior desemnată de Nicholas Aylward Vigors drept tucanul cu gât alb (Ramphastos tucanus).

### Specii
Genul conține opt specii:
| Imagine | Nume comun             | Denumire științifică    | Distribuție |
| ------- | ---------------------- | ----------------------- | --- |
|         | Tucan cu piept roșu    | Ramphastos dicolorus    | Estul Braziliei, Pantanal din Bolivia, estul Paraguayului și nord-estul îndepărtat al Argentinei                               |
|         | Tucan cu cioc negru    | Ramphastos vitellinus   | Trinidad și în America de Sud tropicală până în sudul Braziliei și centrul Boliviei                                            |
|         |                        | Ramphastos citreolaemus | Nordul Columbiei și nord-vestul Venezuelei                                                                                     |
|         |                        | Ramphastos brevis       | Pădurile Chocó din vestul Ecuadorului și din vestul Columbiei                                                                  |
|         | Tucan cu cioc curcubeu | Ramphastos sulfuratus   | Din sudul Mexicului până în Venezuela și Columbia                                                                              |
|         | Tucan uriaș            | Ramphastos toco         | Nordul și estul Boliviei, sud-estul extrem al Peru, nordul Argentinei, estul și centrul Paraguayului, estul și sudul Braziliei |
|         | Tucan cu gât alb       | Ramphastos tucanus      | Bazinul Amazonului, inclusiv drenajul adiacent al râurilor Tocantins și Araguaia                                               |
|         | Tucan cu gât galben    | Ramphastos ambiguus     | America Centrală și de Sud de Nord                                                                                             |